# Martim Mércio da Silveira
Martim Mércio da Silveira, conegut a l'Argentina com Martín Mercío Silveyra, (Bagé, 2 de març de 1911 - Rio de Janeiro, 16 d'agost de 1972) fou un jugador de futbol brasiler de la dècada de 1930.

## Trajectòria
Començà la seva carrera l'any 1929 al Guarany FC de Bagé a l'estat de Rio Grande do Sul. El 1930 es traslladà a Rio de Janeiro per fitxar pel Botafogo on guanyà els campionats de 1930 i 1932. Entre 1933 i 1934 jugà al CA Boca Juniors de Buenos Aires, essent el primer jugador brasiler en la història del club. Amb Boca guanyà el campionat argentí el 1934. A continuació retornà al Botafogo, amb qui guanyà dos nous campionats carioques els anys 1934 i 1935. Romangué al club fins a 1940. Fou internacional amb la selecció brasilera i participà en el Mundials d'Itàlia 1934 i França 1938.

## Palmarès
Botafogo
- Campionat carioca: 1930, 1932, 1934, 1935

Boca Juniors
- Campionat argentí de futbol: 1934

Brasil
- Copa Rio Branco: 1932